# Archibald Campbell
Sir Archibald Campbell, 1. Baronet GCB (* 12. März 1769 in Glenlyon, Perthshire; † 6. Oktober 1843 in Edinburgh) war ein britischer General.

## Leben
Campbell entstammte einer Nebenlinie der schottischen Familie Campbell. Er trat 1787 als Offizier in die British Army ein und diente zwischen 1789 und 1792 in Ostindien während der Kämpfe gegen Tippu Sahib, den Sultan von Mysore. Am 31. März 1810 erwarb er den Rang eines Lieutenant-Colonel einer Infanteriebrigade. Er nahm unter Lord Wellington an den Feldzügen auf der Iberischen Halbinsel teil. Dabei trat er im Rang eines Brigadegenerals ins verbündete portugiesische Heer ein und wurde für seine Verdienste 1813 als Kommandeur des Turm- und Schwertordens ausgezeichnet.
Von britischer Seite wurde er am 28. April 1814 als Knight Bachelor geadelt, am 4. Juni 1814 in den britischen Rang eines Colonel befördert und zum Aide-de-camp für Prinzregent George ernannt. Am 2. Januar 1815 wurde er als Knight Commander in den Order of the Bath aufgenommen.
Nach der Absetzung Napoleons blieb Campbell als Generalmajor in portugiesischem Dienst, aus dem er jedoch 1820 wegen politischer Unstimmigkeiten wieder in den britischen Dienst zurücktrat. Er wurde hier wieder im Rang eines Colonel eingestellt und erneut nach Ostindien entsandt, wo er 1824 zum Brigadier-General befördert und ihm durch die Britische Ostindien-Kompanie der Oberbefehl im Krieg gegen Birma anvertraut wurde. Nach zweijährigem Kampf erzwang er tatsächlich am 24. Februar 1826 den Vertrag von Yandaboo, durch den Arakan und Tenasserim an die Kompanie abgetreten werden mussten.
Diese Erfolge wurden belohnt. Im April 1826 wurde er zum Major-General befördert und 1826 zum Knight Grand Cross des Order of the Bath erhoben. 1827 sprach ihm die Britische Ostindien-Kompanie eine jährliche Pension von 1000 £ zu. Am 30. September 1831 erhielt er den erblichen Adelstitel eines Baronets, of New Brunswick, und ein Dankesvotum des britischen Parlaments. Er wurde zum Statthalter der abgetretenen Provinzen erklärt und verwaltete sie bis 1829, als er nach Schottland heimkehrte. Von 1831 bis 1837 war er noch einmal Statthalter und Befehlshaber der königlichen Truppen in New Brunswick (Kanada) und bewährte sich dort während des kanadischen Aufstands als geschickter Verwaltungsbeamter. Am 28. Juni 1838 wurde er zum Lieutenant-General befördert. Er amtierte von 1829 bis 1834 als Colonel des 95th (Derbyshire) Regiment of Foot, von 1834 bis 1840 des 77th (East Middlesex) Regiment of Foot und von 1840 bis 1843 des 62nd (Wiltshire) Regiment of Foot.
Bei seinem Tod 1843 erbte sein Sohn John seinen Adelstitel.